# Eckard Reiß
Eckard Reiß (* 1941 in Frankfurt (Oder)) ist ein deutscher Heimatforscher und Fernmeldemechaniker.

## Leben
Eckard Reiß’ Vorfahren stammen aus Schlesien. Er selbst wurde in Frankfurt (Oder) geboren. Er besuchte die Pestalozzischule am Leipziger Platz (heute Oberschule Heinrich von Kleist), die Lutherschule in der Chemnitzer Straße (heute Friedensschule in der Darwinstraße) und die Maxim-Gorki-Schule in der Gubener Straße (heute Friedrichsgymnasium) in Frankfurt (Oder). Eckard Reiß schloss 1956 eine Ausbildung zum Fernmeldemechaniker bei der Post ab. Diesen Beruf übte er bis zu seiner Pensionierung aus.
In seiner Freizeit betätigte sich Eckard Reiß als Heimatforscher. Er fotografierte, filmte und schrieb Artikel und ein Buch zu lokalhistorischen Themen. Eckard Reiß ist Mitglied im Historischen Verein zu Frankfurt (Oder) und Redakteur des Vereinsblattes Mitteilungen – Historischer Verein zu Frankfurt (Oder) e.V.
Bekannt wurde Eckard Reiß durch seine Dokumentation des Jüdischen Friedhofs von Frankfurt (Oder) / Słubice.
2017 wurde Eckard Reiß die Leopoldmedaille des Rotary Clubs Frankfurt (Oder) verliehen.

## Werke
- Kirche in der Dammvorstadt. In: Mitteilungen - Historischer Verein zu Frankfurt (Oder). Heft 2/2001, S. 28.
- Kirche im Frankfurter Stadtteil Dammvorstadt und in Słubice. In: Mitteilungen – Historischer Verein zu Frankfurt (Oder). Heft 1/2002, S. 22–30.
- Das Ende der Frankfurter Dammvorstadt und das Entstehen von Słubice. Eine Chronologie. In: Mitteilungen – Historischer Verein zu Frankfurt (Oder). Heft 1/2002, 2002, S. 26–40.
- Der jüdische Friedhof im Frankfurter Stadtteil Dammvorstadt, heute Słubice. In: Mitteilungen – Historischer Verein zu Frankfurt (Oder). Heft 1/2005, 2005, S. 9–33.
- Telefongeschichte(n) von und aus Frankfurt (Oder) und Słubice. In: Mitteilungen – Historischer Verein zu Frankfurt (Oder). Heft 2/2006, 2006, S. 2–25.
- Der Dammvorstadt-Friedhof, heute Kommunalfriedhof Słubice. In: Mitteilungen – Historischer Verein zu Frankfurt (Oder). Heft 1/2007, 2007, S. 20–26.
- Über die Umbenennung der Straßen der ehemaligen Frankfurter Dammvorstadt durch die polnischen Behörden in Słubice im Oktober 1945. In: Mitteilungen - Historischer Verein zu Frankfurt (Oder). Heft 2/2007, 2007, S. 34–40.
- Cmentarz żydowski we frankfurckiej dzielnicy Dommvorstadt, dziś Słubice. In: Lubuskie Materiały Konserwatorskie. Nr. 5/2008, 2008 (polnisch).
- Jugenderinnerungen einer „Dämmlerin“. In: Mitteilungen – Historischer Verein zu Frankfurt (Oder). Heft 2/2011, 2011, S. 34–35.
- Der Filmpalast Friedrichstraße in der Dammvorstadt. In: Mitteilungen – Historischer Verein zu Frankfurt (Oder). Heft 2/2012, 2012, S. 2–8.
- Die Oderübergänge der Roten Armee als Ersatz für die im April 1945 gesprengte Oderbrücke. In: Mitteilungen – Historischer Verein zu Frankfurt (Oder). Heft 2/2014, 2014, S. 19–23.
- Makom tov – der gute Ort – dobre miejsce: Jüdischer Friedhof Frankfurt (Oder) / Słubice – Cmentarz żydowski Frankfurt nad Odrą / Słubice. Hrsg.: Magdalena Abraham-Diefenbach. Vergangenheitsverlag, Berlin 2012, ISBN 978-3-86408-067-8.